# Carlo Bertoleoni
Succession
Prétendant au trône de Tavolara
2 décembre 1962 – 14 mai 1993
(30 ans, 5 mois et 12 jours)
Carlo Bertoleoni, né en 1931 à Tavolara et mort le 14 mai 1993 à Capo Testa, est le fils et héritier du dernier roi de Tavolara, île située au nord-est de la Sardaigne, Paolo II. De la mort de son père, en 1962, à la sienne en 1993, il est le chef de la famille royale et revendique le trône perdu de Tavolara sous le nom de « Carlo II ».   

## Biographie
Fils aîné du roi Paolo II et de Italia Murru, Carlo est né en 1931 à Tavolara. Trois ans plus-tard, l'Italie se déclare héritière du royaume de Tavolara.  
Paolo II succède à son père en 1928, mais cède la régence à sa tante Mariangela pendant quelques années durant lesquelles il étudie à l'étranger. À la mort de Mariangela en 1934, l'Italie se déclare héritière du royaume de Tavolara. 
Après la mort de son père, Carlo poursuit les revendications de son père et se déclare chef de la famille royale. La famille continue de vivre sur l'île malgré l'intégration à l'Italie. 
Carlo Bertoleoni meurt sans enfants en 1993 en Sardaigne à Capo Testa, laissant son frère, Tonino, reprendre sa succession.